# Gülistan Acet
Gülistan Acet (* 1985 in Batman) ist eine türkische Regisseurin, Drehbuchautorin und Schauspielerin.

## Leben und Karriere
Acet wurde im Jahr 1985 in Batman geboren. Sie studierte an der Universität Uludağ. Anschließend setzte sie ihr Studium an der Artuklu Üniversitesi fort.
Ihren ersten Kurzfilm drehte sie 2013 unter dem Namen Karpuz Cenneti. Außerdem schrieb sie 2015 das Drehbuch zu dem Kurzfilm Günah. 2018 war Acet in dem Film Eski Köye Yeni Adet Regisseurin tätig. Unter anderem schrieb sie 2021 in Okul Tıraşı das Drehbuch.
Gülistan Acet ist mit dem türkischen Regisseur Ferit Karahan verheiratet.

## Filmografie
Als Regisseurin
- 2013: Karpuz Cenneti (Kurzfilm)
- 2015: Günah (Kurzfilm)
- 2018: Eski Köye Yeni Adet (Film)

Als Drehbuchautorin
- 2013: Karpuz Cenneti (Kurzfilm)
- 2015: Günah (Kurzfilm)
- 2018: Eski Köye Yeni Adet (Film)
- 2021: Okul Tıraşı (Film)

Als Schauspielerin
- 2013: Cennetten Kovulmak (Film)